# 제인 마치
제인 마치(Jane March, 1973년 3월 20일 ~ )는 잉글랜드의 배우이다. 잉글랜드인 아버지와 베트남계 중국인 어머니 사이에서 태어났다.

## 출연 작품
- 《연인》(1992년) - 소녀 역 (주연)
- 《컬러 오브 나이트》(1994년) - 로즈 역 (주연)
- 《타잔 - 로스트 시티》(1998년) - (주연)
- 《다크프린스》(2000년) - 리디아 역 (주연)